# Ербанова, Савранна Яковлевна
Ербанова (Малахирова), Савранна Яковлевна (15 января 1903, улус Жалгай, Балаганского уезда, Иркутская губерния — 25 декабря 1987, г. Улан-Удэ, Бур АССР) — советский экономист, первая в мире женщина-заместитель председателя Госплана Бурят-Монгольской АССР, комсомольский, партийный, общественный деятель, публицист БМ АССР, организатор пионерского движения, активный участник женского движения в Бурятии.
С 1925 года жена и сподвижница Михея Николаевича Ербанова (1889—1938), председателя СНК и ЦИК БМ АССР (1923—1927), первого секретаря Бурят-Монгольского обкома ВКП(б) (1928—1937), с 1924 г. члена ЦИК СССР, кандидата в члены и члена Президиума ЦИК СССР третьего, четвертого, пятого и седьмого созывов.

## Биография
Родилась в семье бедняка в улусе Жалгай Алятской волости Иркутской губернии. Отец Яков Малахирович и мать Мария Степановна Малахировы были оба неграмотные, по вероисповеданию шаманисты.
В 1917 году два летних месяца жила в Нижнеудинске в семье своей школьной учительницы Быковой Марии Петровны. Осенью того же года вместе с Романом Мэрдыгеевым занимается у репетитора и поступает в Черемховское Высшее начальное училище. В 1920 году одна из первых вступает в комсомол.
В 1922 году получила направление на учебу от Сагадаровой Марии Владимировны и сразу поступила на 2-й курс экономического отделения рабфака при Иркутском государственном университете.
После рабфака работала в комсомоле заведующей политпросветотделом в Боханском аймаке, где вступила в кандидаты ВКП(б). В воспоминаниях Ербанова пишет, что приехав в «большой и интересный Боханский аймак», «застала уже сложившуюся, сильную и по численности большую комсомольскую организацию».
По рекомендации зав. отделом работниц Буробкома РКП Кацель Е. Я. в 1925 году поехала в Агинский аймак заведующей женотделом. В июле того же года выходит замуж за Михея Николаевича Ербанова.
Республика под руководством Михея Николаевича совершила значительные прогрессивные культурно-экономические преобразования. К 1923 году имела около полутора десятка предприятий в основном полукустарного типа, к 1941 году располагала 190 крупными предприятиями. Не было таких отраслей промышленности, сельского хозяйства, и культуры, в судьбе которых не принял бы участие непосредственно Ербанов.
После переезда в Верхнеудинск (Улан-Удэ) Савранна Яковлевна работала освобожденным председателем республиканского бюро пионеров, членом Сибирского бюро.
В 1927 году с семьей уезжает в Москву, где учится на экономиста в Московском институте народного хозяйства им. Г. В. Плеханова. После реорганизации института в ряд отраслевых институтов, переводится в Московский плановый институт им. Г. М. Кржижановского.
С июня 1932 года по направлению Госплана СССР и путевке ЦК ВКП(б) начинает работать экономистом в Госплане Бурят-Монгольской АССР. Ее коллегой и товарищем по комсомольской деятельности был ведущий экономист П.П. Данчинов.
При участии Савранны Яковлевны начинали строиться ПВЗ, мясокомбинат, стеклозавод, механолитейный (завод «Электромашина»), кирпичный и цементный заводы, здание типографии, гостиница на 100 мест, дом специалистов, дом связи, здание почтамта, железнодорожный вокзал, железная дорога «Улан-Удэ — Наушки».
Ербанова добивается строительства здания Бурятского ордена Ленина государственного академического театра оперы и балета имени Г. Ц. Цыдынжапова.
С 31 декабря 1924 года избирается секретарём Бурят-Монгольского обкома РКП(б) и с 1929 года в аппарате ЦК ВКП(б) работает Сахьянова Мария Михайловна (1896—1981), наркомом здравоохранения работает Бабушкина У. А., заместителем председателя Госплана — Ербанова С. Я., заместителем наркома просвещения — Бартанова А. А..
27 января 1936 года в Кремле в честь трудящихся БМ АССР с руководителями партии и правительства СССР состоялся торжественный приём. На этом приеме Савранна Яковлевна была среди организаторов приема официальной делегации и вместе со всеми участниками получила памятный подарок.
В июле 1937 года супруг для решения вопроса развития столицы БМ АССР уезжает в Москву. По поручению правительства за июль-сентябрь 1937 г. Ербанова, специалисты республиканского Госплана вместе с работниками горсовета и других ведомств разрабатывают «Перспективный план развития города Улан-Удэ».
23 сентября 1937 года Савранна Яковлевна была исключена из партии и снята с работы. 14 октября 1937 года арестована. В Карлаге работала кладовщиком. Летом 1942 года вместе с другими пятилетницами вызвана в управление Карлага на освобождение, но через полмесяца их всех вернули обратно.
В 1946 году Ербанова вышла из лагеря с желанием работать и доказать свою невиновность, исправить случившуюся ошибку в отношении себя и мужа.
Проживала в Южно-Казахстанской области. Затем на два года переехала в Иркутскую область. Работала по специальности в Макарьеве и в Усолье-Сибирском пищевом комбинате.
С 1950 по 1955 гг. снова работала в Казахстане экономистом Джувалинского райисполкома. Была председателем месткома, делегатом областной профсоюзной конференции, печатала статьи в газетах «Коммунист» и «Казахстанская правда».
В июне 1954 года поехала в Москву добиваться реабилитации.
Осенью 1955 года получила ответ из Прокуратуры СССР с постановлением Военной Коллегии Верховного Суда СССР от 24 сентября 1955 г. № 8 к-22616-54 за подписью ст. помощника главного военного прокурора полковника юстиции Ф. Артемьева. Где сообщалось: «Проверкой установлено, что Ербанов М. Н. в свое время был необоснованно осужден. В связи с этим, по заключению Главной военной прокуратуры, определением Военной Коллегии Верховного суда СССР от 24 сентября 1955 г. дело в отношении Ербанова М. Н. прекращено за отсутствием состава преступления».
В 1956 году Ербанова вернулась в Улан-Удэ, была восстановлена в партии и вновь стала работать в Госплане республики.
В 1967 году в соавторстве с Басаевым Г. Д. и при участии Шулунова Н. Л., Бальбурова А. А., Лобсанова Д. Л. выходит первое издание научно-популярного очерка «М. Н. Ербанов».

## Награды
- Президиум Верховного Совета Бурятской АССР — «Почетная грамота» 1959, 1963, 1967, 1973 гг.;
- Бурятский Обком КПСС и Совет Министров БурАССР — «Почетной грамотой» 1973 г.;
- ЦК ВЛКСМ — «Почетная грамота» 1968 г., Бурятский обком ВЛКСМ — «Почетная грамота» 1968 г.;
- Советский райком КПСС г. Улан-Удэ — «Почетная грамота» 1967 г.;
- Бурятский обком КПСС и Советский райком КПСС г. Улан-Удэ — Поздравительный адрес и денежный подарок 1976 г.;
- Президиум Верховного Совета СССР — медаль «За доблестный труд» 1970 г.;
- ЦК ВЛКСМ — Юбилейный значок «50-ЛЕТ ВЛКСМ» 1968 г.;
- Президиум Верховного Совета СССР — Медаль «Ветеран труда» 1975 г.

## Публикации
- Бурятия на путях индустриализации // Социалистическое строительство Бурят-Монголии. — 1935. — № 1-4.
- Комсомол — организатор пионерского движения в республике // Юность бурятской комсомолии. — Улан-Удэ : Бурятское книжное издательство, 1964.
- М. Н. Ербанов / С. Я. Ербанова, Г. Д. Басаев. — Улан-Удэ: Бурят. кн. изд-во, 1967. — 147 с.
  - М. Н. Ербанов / С. Я. Ербанова, Г. Д. Басаев. — 2-е изд., доп. — Улан-Удэ: Бурят. кн. изд-во, 1974. — 213 с.
- Первые шаги // Рождение бурятской комсомолии — Улан-Удэ: Бурятское книжное издательство, 1968.
- Памяти Марии Сагадаровой (1901—1926) // Женщины Советской Бурятии. — Улан-Удэ: Бурятское книжное издательство, 1969.
- Сын народа: Воспоминания о М. Н. Ербанове / Сост.: С. Я. Ербанова, Н. Д. Шулунов; Предисл. канд. ист. наук Н. Шулунова. — Улан-Удэ: Бурят. кн. изд-во, 1971. — 119 с.